# Yzalú
Luiza Yara Lopes Silva (São Bernardo do Campo, 8 de setembro de 1982), mais conhecida pelo seu nome artístico Yzalú, é uma cantora, compositora, violinista e intérprete brasileira. Inova ao unir o violão ao rap, chamando atenção ao apresentar releituras de clássicos do rap nacional. Utiliza a sua deficiência física como ferramenta artística. Ela chamou a atenção ao interpretar a música Mulheres Negras (2012), composição do rapper Eduardo Taddeo, evidenciando a realidade das mulheres negras no Brasil.

## Biografia
Yzalú nasceu em São Bernardo do Campo em 8 de setembro de 1982. Começou a tocar violão com 14 anos, antes mesmo do Rap. Aos 16 anos morou em Salvador, Bahia aprimorando seus conhecimentos sobre violão. Ela foi influenciada, na cantora americana Lauryn Hill, uma das maiores artistas dos anos 90. Suas canções mais conhecidas são: Figura Difícil  composição do rapper Sabotage, É o Rap Tio e Mulheres Negras.
De volta a São Paulo em 2003, Yzalú começou a se apresentar em bares e baladas em São Paulo, interpretando sucessos da MPB. Ela foi convidada para integrar o grupo de rap feminino de São Bernardo do Campo Essência Black, formado por Regiane Oliveira e Elisângela Oliveira, começando a se apresentar em teatros da cidade, em parceria com outros artistas da região, como o grupo de hip hop Ordem Própria.
Em 2005, a artista teve que deixar a música para se dedicar ao trabalho e estudos para poder acompanhar. Estudou marketing na Universidade Metodista de São Paulo e em 2007 decidiu voltar à música motivada por seu irmão que influenciou a ideia de fazer alguns vídeos caseiros na escadaria do bairro Jardim Farina de sua cidade natal cantando hip hop clássico brasileiro.
Em 2012 foi convidada para participar do DVD do grupo de rap Detentos do Rap. Com a participação de vários artistas brasileiros, incluindo: Mano Brown, Eduardo, Dexter, DBS & A Quadrilha, Realidade Cruel e Ferréz.
No mesmo ano interpretou a música Mulheres Negras (composição de Eduardo Taddeo), sendo muito elogiada e chamando a atenção da crítica. A música é até hoje tema de estudos em escolas, universidades, compartilhada, recitada em saraus, internet, homenagens, poetas ambulantes recitando para passageiros de um ônibus, por exemplo, pessoas que verdadeiramente se identificam, que se conectam com a canção, por em grande parte experenciarem em seus  próprios corpos o que a música retrata evidenciando assim  a sua importância e atemporalidade.
Em 2016, Yzalú lançou seu primeiro álbum intitulado Minha Bossa É Treta. Produzido por Marcelo Sanches, o álbum transita em ritmos como Hip Hop, Samba Jazz, Bossa Nova e Reggae. O álbum foi considerado um dos melhores álbuns do ano pelo site americano Rate Your Music ao lado de Metá Metá e Rashid. A criatividade do álbum superou as expectativas, pelo título do álbum, a capa e a qualidade musical das canções. Para a capa, Yzalú se inspirou em uma foto da cantora Gal Costa de 1969, onde aparece seminua com o violão. Yzalú questionou os padrões impostos pela indústria fonográfica ao aparecer seminua, com a sua prótese à mostra acompanhada de seu violão (marca registrada da artista), um marco inédito na arte do país, de uma maneira muito sútil e artística convidando ao ouvinte adentrar em seu universo chamado "Minha Bossa é Treta" a conhecer e se encantar com a sensibilidade de suas canções. A coragem e qualidade de Yzalú ganhou cada vez mais admiradores por seu trabalho que definitivamente teve seu nome carimbado na história da música brasileira como uma das artistas independentes mais respeitadas do país.
O álbum foi considerado como um dos melhores álbuns de hip-hop de 2016 pelo portal R7. A revista Rolling Stone destacou a música inédita de Sabotage "Figura Difícil".Yzalú foi premiada por duas vezes consecutivas (2016/2017) com o prêmio Palco MP3 de artista mais acessada da Black Music.
Yzalú foi considerada duas vezes uma das mulheres negras mais influentes do país. Em 2016 foi capa da Revista Planeta ao lado de Mulheres Influentes como: Djamila Ribeiro, Alexandra Loras, Stephanie Ribeiro, Zilá Ferreira, Mayara de Souza e Mylene Ramos.
A relevância de Yzalú alcançou um documentário que retrata a sua vida e carreira, fomentado e dirigido por Inara Chayamiti e Mayra Maldjian. "Yzalú - Rap, Feminismo e Negritude" sendo exibido em 8 festivais nacionais e internacionais de destaque como In-Edit, Mimo, Du Film Sur Le Handicap. O curta terá exibição inédita na plataforma Youtube em novembro de 2019.
Além de sua carreira, Yzalú se tornou uma mulher de negócios, se tornando proprietária Nave Maria Produções Artísticas, gerenciando a carreira de artistas como a rapper Monna Brutal, Alinega e o projeto Psicopretas.
Recentemente lançou o EP "Quântica" uma parceria inédita de Shirley Casa Verde & Yzalú em que farão uma temporada de shows juntas até o lançamento do seu próximo álbum que já está sendo produzido.

## Discografia
- Minha Bossa É Treta (2016)